# آنجلو ریا
آنجلو ریا (انگلیسی: Angelo Rea؛ زادهٔ ۱۶ ژوئن ۱۹۸۲) بازیکن فوتبال اهل ایتالیا است.
از باشگاه‌هایی که در آن بازی کرده‌است می‌توان به باشگاه فوتبال مسینا، باشگاه فوتبال چزنا، باشگاه فوتبال ساسولو، باشگاه فوتبال آولینو، و باشگاه فوتبال وارزه اشاره کرد.